# 梶谷直史
梶谷 直史（かじたに なおふみ、2001年5月11日 - ）は、フジテレビのアナウンサー。

## 来歴・人物
岡山県出身。慶應義塾湘南藤沢高等部、慶應義塾大学商学部卒業。大学在学中は慶應義塾体育会野球部に所属していた。野球部では投手としてプレーし、秋季フレッシュリーグ戦での登板記録もある。
2024年4月にフジテレビに入社。
2024年7月から、天気兼フィールドキャスターとして『Live News イット!』に出演している。
2025年4月26日、ベルーナドームで行われた埼玉西武ライオンズ対オリックスバファローズの始球式において、133km/hを記録した。

## 出演番組
レギュラー出演番組・キャスター名（地上波）
| 期間                                                                                         | 期間   | 月曜日                                 | 火曜日                                                    | 水曜日   | 木曜日   | 金曜日                                  | 土曜日   | 日曜日                        |
| -------------------------------------------------------------------------------------------- | ------ | -------------------------------------- | --------------------------------------------------------- | -------- | -------- | --------------------------------------- | -------- | ----------------------------- |
| 2024.7                                                                                       | 2024.9 | （なし）                               | Live News イット! フィールドキャスター & お天気キャスター | （なし） | （なし） | （なし）                                | （なし） | （なし）                      |
| 2024.10                                                                                      | 2025.3 | Live News イット! フィールドキャスター | （なし）                                                  | （なし） | （なし） | （なし）                                | （なし） | （なし）                      |
| 2025.4                                                                                       | 2025.6 | Live News イット! フィールドキャスター | （なし）                                                  | （なし） | （なし） | BSフジLIVE プライムニュース キャスター1 | （なし） | （なし）                      |
| 2025.7                                                                                       | 現在   | （なし）                               | （なし）                                                  | （なし） | （なし） | BSフジLIVE プライムニュース キャスター1 | （なし） | すぽると! ニュースキャスター2 |
| 備考 - 1反町理の出演見合わせによる代行→本格担当 - 2山本賢太の出演見合わせによる代行→本格担当 |        |                                        |                                                           |          |          |                                         |          |                               |

### その他
- 土曜プレミアム『FNS明石家さんまの推しアナGP』（2024年4月20日）[7]